# Chiesa di San Nicola (Luneburgo)
La chiesa di San Nicola (in tedesco: Sankt Nicolaikirche), dedicata a San Nicola di Myra, è una chiesa protestante della città di Luneburgo, in Germania.
Costruita dal 1420 al 1440 rappresenta un notevole esempio dell'architettura gotica in laterizi secondo lo stile del baltico.

## Storia

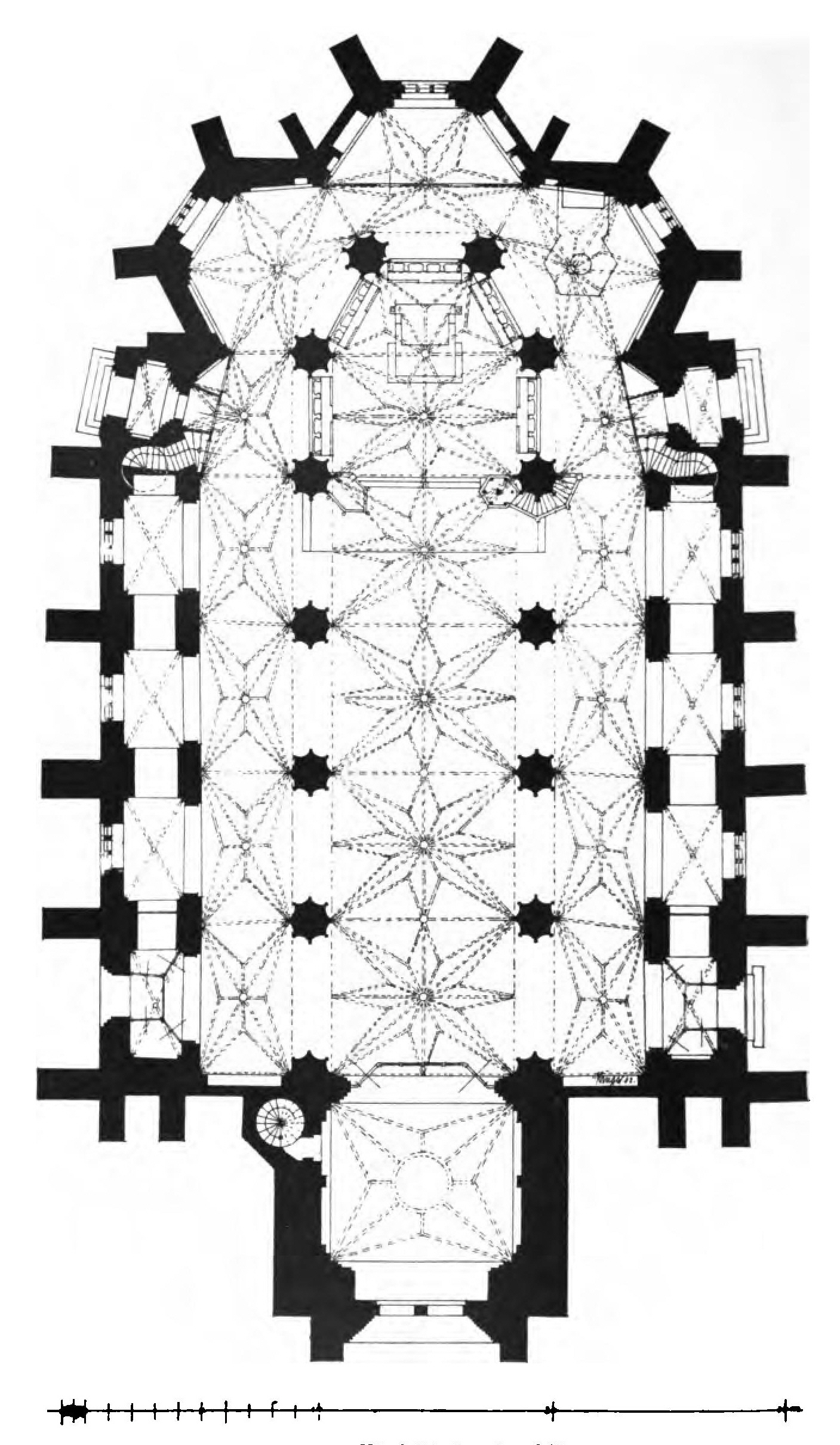
Pianta dell'edificio.

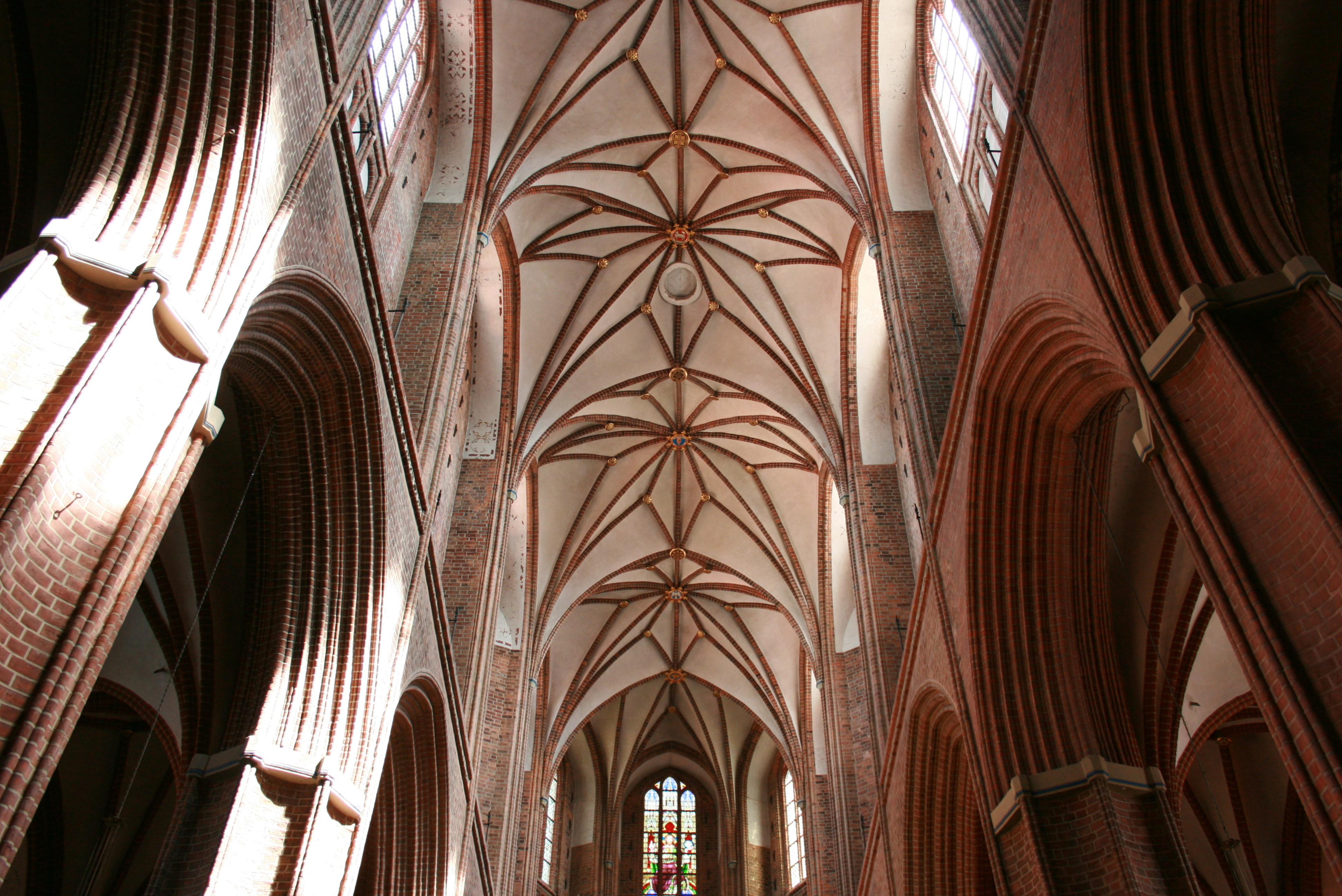
Veduta delle volte a stella della navata centrale.

In questo luogo venne eretta nel 1409 una prima cappella per i residenti del vicino Wasserviertel (Quartiere dell'acqua). 
Divenuta ben presto troppo esigua, già nel 1420 il consiglio comunale decise di costruire una nuova chiesa. La costruzione, in laterizi secondo lo stile del Gotico baltico, allora in voga nelle città anseatiche, fu completata intorno al 1440. La torre venne iniziata solo 20 anni dopo e rimase ben presto incompiuta per mancanza di fondi.
Con l'arrivo a Luneburgo del protestantesimo nel 1530, la chiesa passò al culto evangelico.
Nel 1587 la tozza torre venne completata e dotata di un elmo. Tuttavia, presto si mostrarono danni strutturali, che portarono a forti interventi di riparazione tra il 1650 e il 1670 e dal 1710. Tuttavia la torre continuò a inclinarsi, e la struttura, insieme ai primi pilastri della navata, raggiunsero una condizione critica, tanto che nel 1760 dovette essere arrestato l'uso delle campane.
Inoltre nel 1811 un fulmine ne distrusse la guglia e nel 1831 il consiglio cittadino decise la demolizione della torre. Nel 1843 fu fondata un'associazione per il salvataggio della chiesa, che promosse il restauro della navata, a partire dal 1869, e la costruzione di una nuova torre, neogotica, completata nel 1896.

## Descrizione
L'edificio è una delle ultime chiese realizzate nello stile baltico. Eretta lungo l'asse est-ovest, la chiesa presenta una pianta basilicale divisa in tre navate da pilastri che sorreggono splendide volte a stella dalle inconsuete otto punte. Le navate laterali, aperte da cappelle laterali, continuano nel deambulatorio. Quest'ultimo, con tre cappelle radiali, cinge il coro. 
Sotto il presbiterio è la cripta esagonale. Sulla facciata, nella parte occidentale dell'edificio, si erge la torre campanaria, che con i suoi 92,7 metri, è una delle torri più alte della Bassa Sassonia.

### Opere d'arte
La Nicolaikirche custodisce alcuni tesori della pittura gotica e delle arti dell'intaglio. 
- Hochaltar. L'Altar maggiore, o Altare di San Lamberto è un trittico con due porte proveniente dalla demolita Lambertikirche. Risalente al 1440 ed è stato scolpito dal maestro locale Hans Snitker il Vecchio. I dipinti sulle ali esterne sono attribuiti al maestro amburghese Hans Bornemann, sulla predella sono raffigurati sei profeti.
- Heiligentalaltar. Si compone di quattro tavole rimontate sul recinto ligneo del coro ed è quanto resta dell'altar maggiore dell'abbandonato monastero di Heiligenthal, vicino a Luneburgo. I dipinti risalenti al 1450 circa mostrano Scene della vita di Sant'Andrea, in una tavola si vede la prima veduta della città.
- Fonte battesimale del Maestro Ulrico del 1325 circa.

## Galleria d'immagini

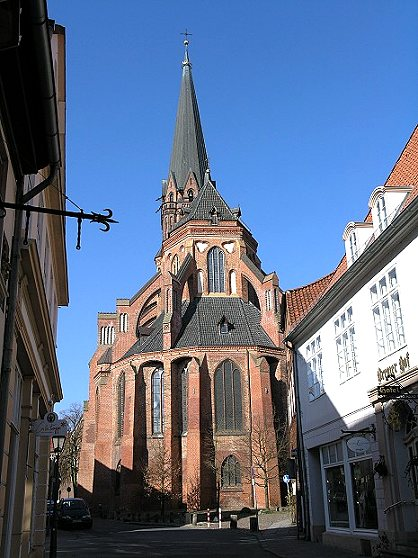
Esterno del coro
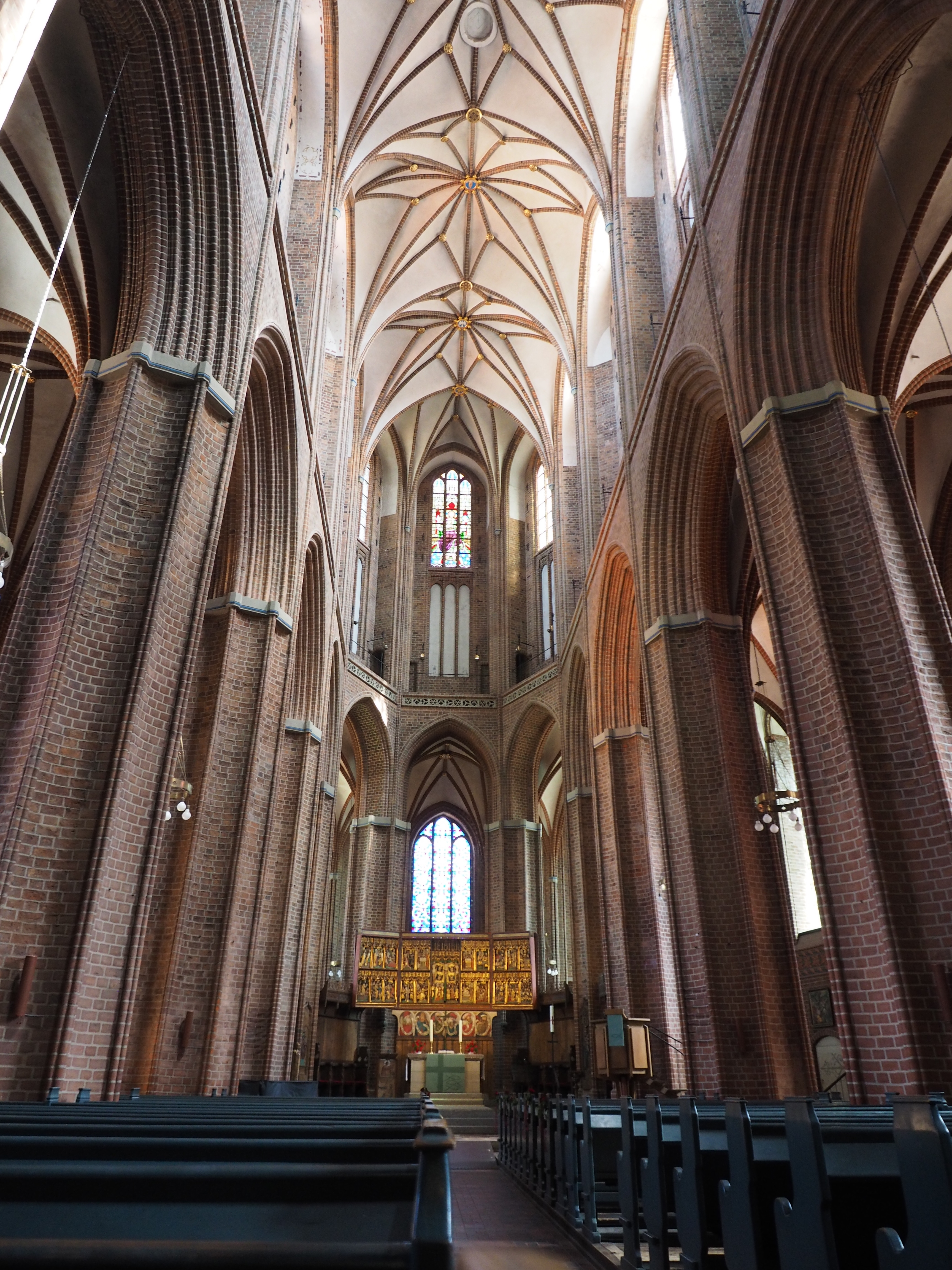
L'interno
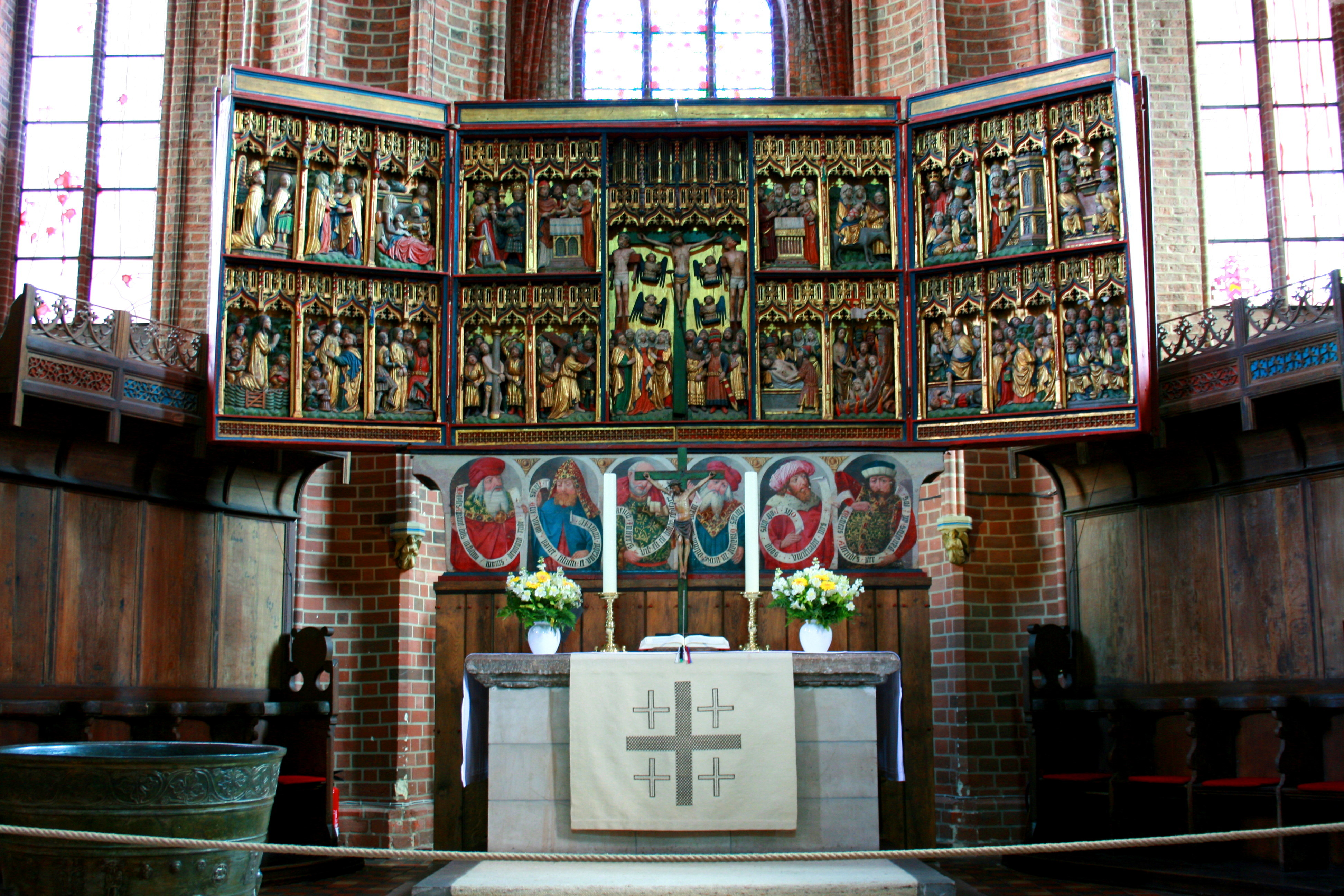
L'Altar maggiore
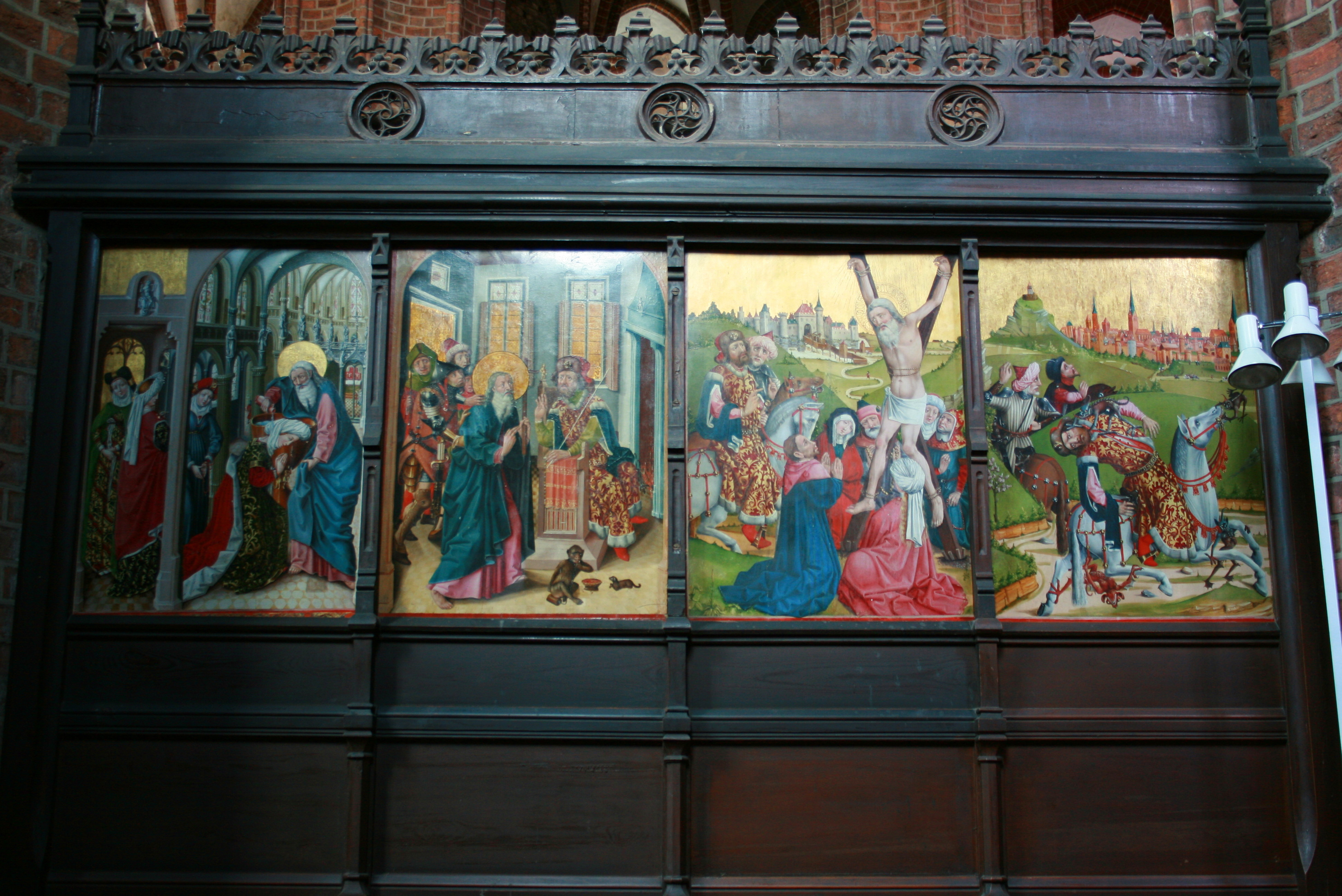
L'altare di Heiligental